# اسلوت‌دورپ
اسلوت‌دورپ (به هلندی: Slootdorp) یک منطقهٔ مسکونی در هلند است که در هولاندس کرون واقع شده‌است. اسلوت‌دورپ ۱٬۲۲۵ نفر جمعیت دارد.